# Tornjoš
Tornjoš (en serbe cyrillique : Торњош ; en hongrois : Tornyos) est une localité de Serbie située dans la province autonome de Voïvodine. Elle fait partie de la municipalité de Senta dans le district du Banat septentrional. Au recensement de 2011, elle comptait 1 565 habitants.
Tornjoš est officiellement classé parmi les villages de Serbie.

## Démographie

### Évolution historique de la population
| 1948  | 1953  | 1961  | 1971  | 1981  | 1991  | 2002  | 2011  |
| ----- | ----- | ----- | ----- | ----- | ----- | ----- | ----- |
| 2 500 | 2 677 | 2 769 | 3 463 | 1 874 | 1 908 | 1 766 | 1 565 |

|  |